# Viktor Sodoma
Viktor Sodoma (* 5. července 1945 Praha) je český zpěvák, jeden z průkopníků české rokenrolové a bigbeatové éry 60. let 20. století.

## Život
Pochází z umělecké rodiny, tatínek František Viktor Sodoma byl český výtvarník a zpěvák, jenž společně se svojí manželkou Vlastou spoluzakládal pražskou kavárnu Reduta. Vystudoval Střední umělecko průmyslovou školu v Bechyni.
Byl zpěvákem skupin Flamengo a od roku 1966 The Matadors, hrál v několika epizodních rolích v českých filmech. Jeho bigbeatová éra prakticky skončila s příchodem normalizace po roce 1968. V letech 1975–1978 vystupoval v Divadle Semafor s Miroslavem Šimkem a Jiřím Grossmannem, zpíval jednoduchou pop–music v kapele Františka Ringo Čecha.
Po ukončení zpěvácké dráhy se věnuje podnikání a vystupuje pouze příležitostně v různých revivalově zaměřených programech a v Semaforu.
Viktor Sodoma je uveden v Cibulkových seznamech v kategoriích agent a tajný spolupracovník pod krycím jménem Matador, evidenční číslo 24 915.

## Diskografie
Diskografie Viktora Sodomy
- 1967 Hate Everything Except Of Hatter / Get Down From The Tree / I Think It's Gonna Work Out Fine / Indolence (Supraphon) EP
- 1968 Zlatý důl / Láhev kalorií (Supraphon)
- 1968 The Matadors (Supraphon 1968, Bonton 1995).
- 1969 Právě odbilo půl / Řeka Mů (Supraphon)
- 1969 Good Bye/Konec léta – Supraphon, SP
- 1969 Proč básně píši vám / Vysoká hra (Supraphon)
- 1969 Rusalky / Most padací (Supraphon)
- 1971 Tajuplný ostrov (Supraphon) split s V. Čižmárovou
- 1971 Vánek (Supraphon) split s J. Mayerem
- 1972 Malá dívka / Já se nevzdávám (Supraphon)
- 1972 Ke hrám míčky jsou / Hej, hej, hej (Supraphon)
- 1972 Daleká / Hej, zahradníku (Supraphon)
- 1972 Hej hola hou (Supraphon) split s J. Molavcovou
- 1972 Žárlivý Kakadu / Říkám jí Laura (Supraphon) Skupina F. R. Čecha
- 1974 To se nesmí stát (Supraphon) split s J. Matysovou a K. Štědroněm
- 1975 Hleď, zas je tu máj (Supraphon) split s H. Vondráčkovou
- 1976 Vrbová píšťalka / Kára z roku raz dva tři (Supraphon)
- 1976 To chce krém / Kdybych měl to štěstí (Supraphon)
- 1976 Móda (Supraphon) sampler Skupiny a zpěváci (LP)
- 1977 Motýlí král (Supraphon) sampler Gong 3 (LP)
- 1978 Dopíšu stránku (Supraphon) split se Z. Adamovou
- 1979 Sezóna štěstí (Supraphon) split s Valérií Čižmárovou
- 1979 Nahodile (Supraphon) duet s Janou Robbovou, split s Valérií Čižmárovou
- 1979 Dnes už málokdo může být první (Supraphon) sampler Gong 5 (LP)
- 1980 Gloria (Supraphon) sampler Gong 7 (LP)
- 1980 Matador / Klaun (Supraphon)
- 1983 Tenhle film / Suknička (Supraphon)
- 1983 Halabala Rock'n Roll / Moucha (Supraphon)
- 1984 Zlatý déšť / Slunovrat (Supraphon)
- 1984 V údolí vran / V zoologické zahradě (Supraphon)
- 1996 Viktor Sodoma - 20x (CD)
- 2007 Viktor Sodoma - To nejlepší (CD)
- 2008 Pop galerie – Supraphon SU 5784-2, EAN 099925 57842 8[10]